# Accademie e istituti di cultura in Italia
Questa voce è un elenco delle accademie e degli istituti di cultura di lingua italiana, tuttora attivi o esistiti in passato.
| Nome                                                                              | Sede                 | Data di fondazione              | Data di cessazione | Note |
| --------------------------------------------------------------------------------- | -------------------- | ------------------------------- | ------------------ | --- |
| Accademia Agraria di Brescia                                                      | Brescia              | 1764                            |                    | L'Accademia Agraria di Brescia incorporò l'Accademia di fisica sperimentale nel 1768 per lettera ducale datata 10 settembre  |
| Accademia agraria in Pesaro                                                       | Pesaro               | 1828                            | in attività        | |
| Accademia Aldina                                                                  | Venezia              | 1494                            | 1515               | |
| Accademia Altomareana                                                             | Napoli               | 1540 circa                      | 1562               | |
| Accademia Amasea                                                                  | Roma                 | metà XVI secolo                 |                    | |
| Accademia aternina dei Velati                                                     | L'Aquila             | 1816                            | 1841               | |
| Accademia Basiliana                                                               | Roma                 | 1635                            |                    | |
| Accademia Bencia                                                                  | Ferrara              | XV secolo                       |                    | |
| Accademia Bocchiana                                                               | Bologna              | 1546                            | 1562               | |
| Accademia Cortesiana                                                              | Roma                 | fine XV secolo                  |                    | |
| Accademia Cosentina                                                               | Cosenza              | 1511                            | in attività        | |
| Accademia degli Abbagliati                                                        | Venezia              | 1650 circa                      |                    | |
| Accademia degli Abbarbicati                                                       | Messina              | 1636                            | 1678               | |
| Accademia degli Abbandonati                                                       | Bologna              | 1670 circa                      | 1677               | |
| Accademia degli Accesi                                                            | Palermo              | 1568                            | 1581               | |
| Accademia degli Accesi                                                            | Bologna              | 1686                            | 1699               | |
| Accademia degli Accesi                                                            | Mantova              | 1655                            |                    | |
| Accademia degli Accesi                                                            | Siena                | 1558                            | 1603               | |
| Accademia degli Accesi                                                            | Trento               | 1629                            | 1737               | Accademia trentina (1761-1764); Accademia del Buonconsiglio (1960-1986); Accademia degli Accesi dal 1986                     |
| Accademia degli Accinti                                                           | Città di Castello    |                                 |                    | |
| Accademia degli Accordati                                                         | Salerno              |                                 |                    | |
| Accademia degli Accordati                                                         | Genova               |                                 |                    | |
| Accademia degli Accordati                                                         | Siena                |                                 |                    | |
| Accademia degli Acerbi                                                            | Roma                 | 1619 circa                      |                    | |
| Accademia degli Acuti                                                             | Venezia              | 1620                            |                    | |
| Accademia degli Addolorati                                                        | Palermo              | 1617                            |                    | |
| Accademia degli Addormentati                                                      | Napoli               | 1662                            |                    | |
| Accademia degli Addormentati, Genova                                              | Genova               | 1563 1587                       |                    | |
| Accademia degli Addormentati, Aversa                                              | Aversa               | 1680                            |                    | |
| Accademia degli Adornati                                                          | Napoli               | 1695 circa                      |                    | |
| Accademia degli Adorni                                                            | Venezia              | 1580 circa                      | 1620               | |
| Accademia degli Affidati                                                          | Pavia                | 1562                            | dopo il 1772       | |
| Accademia degli Affidati                                                          | Bologna              | 1548 circa                      |                    | |
| Accademia degli Affidati, Guastalla                                               | Guastalla            | 1580 circa                      | 1630 circa         | |
| Accademia degli Affilati                                                          | Siena                | dopo il 1580                    |                    | |
| Accademia degli Afflati                                                           | Ferrara              | 1550 circa                      |                    | |
| Accademia degli Affumati                                                          | Bologna              | 1530 circa                      |                    | |
| Accademia degli Affumicati                                                        | Modica               | 1558                            | 1720               | |
| Accademia degli Affumicati                                                        | Mesagne              | 1671                            | 1751 circa         | |
| Accademia degli Agghiacciati                                                      | Palermo              |                                 |                    | |
| Accademia degli Aggravati                                                         | Roma                 |                                 |                    | |
| Accademia degli Agiati                                                            | Rimini               |                                 |                    | |
| Accademia degli Agitati                                                           | Napoli               | 1665                            |                    | |
| Accademia degli Alati                                                             | Palermo              |                                 |                    | |
| Accademia degli Allettati                                                         | Venezia              |                                 |                    | |
| Accademia degli Alterati                                                          | Firenze              |                                 |                    | |
| Accademia degli Altieri                                                           | Roma                 | XVII secolo                     |                    | |
| Accademia degli Ambiziosi                                                         | Roma                 | XVII secolo                     |                    | |
| Accademia degli Anelanti                                                          | Padova               | 1659 circa                      |                    | |
| Accademia degli Anfibii                                                           | Roma                 |                                 |                    | |
| Accademia degli Anfistili                                                         | Roma                 | 1650 circa                      |                    | |
| Accademia degli Angustiati di Murano                                              | Venezia              | 1659                            | 1664               | |
| Accademia degli Animati                                                           | Roma                 | XVII secolo                     |                    | |
| Accademia degli Animosi d'Oreto                                                   | Palermo              | 1642                            |                    | |
| Accademia degli Animosi, Bologna                                                  | Bologna              | 1552 circa                      | 1592 circa         | |
| Accademia degli Animosi, Cremona                                                  | Cremona              |                                 |                    | |
| Accademia degli Animosi, Padova                                                   | Padova               | 1573                            | 1576               | |
| Accademia degli Animosi, Roma                                                     | Roma                 | XVII secolo                     |                    | |
| Accademia degli Animosi, Venezia                                                  | Venezia              | 1691                            | 1711 circa 1716    | |
| Accademia degli Annuvolati                                                        | Genova               | 1630 circa                      |                    | |
| Accademia degli Apatisti                                                          | Firenze              | 1635                            | 1783               | |
| Accademia degli Apologhi                                                          | Venezia              | 1650 circa                      |                    | |
| Accademia degli Appartati                                                         | Siena                | XVII secolo                     |                    | |
| Accademia degli Applicati                                                         | Ferrara              | 1680                            |                    | |
| Accademia degli Arcincauti                                                        | Napoli               |                                 |                    | |
| Accademia degli Ardenti                                                           | Napoli               | 1546                            | 1547               | |
| Accademia degli Ardenti                                                           | Bologna              | 1555                            | dopo il 1750       | |
| Accademia degli Ardenti                                                           | Roma                 | XVII secolo                     |                    | |
| Accademia degli Ardenti                                                           | Venezia              | 1598 circa                      |                    | |
| Accademia degli Ardenti                                                           | Ferrara              | 1575 circa                      |                    | |
| Accademia degli Arditi                                                            | Roma                 | XVII secolo                     |                    | |
| Accademia degli Argonauti, Bologna                                                | Bologna              | tardo XVII secolo               | metà XVIII secolo  | |
| Accademia degli Argonauti, Casale Monferrato                                      | Casale Monferrato    | 1540 circa                      |                    | |
| Accademia degli Argonauti, Messina                                                | Messina              | 1644                            |                    | |
| Accademia degli Argonauti, Roma                                                   | Roma                 |                                 |                    | |
| Accademia degli Argonauti, Venezia                                                | Venezia              | 1684                            | 1718               | |
| Accademia degli Arrischiati                                                       | Roma                 | XVII secolo                     |                    | |
| Accademia degli Arrischiati                                                       | Siena                |                                 |                    | |
| Accademia degli Ascendenti                                                        | Ferrara              | 1562 circa                      |                    | |
| Accademia degli Assetati                                                          | Roma                 | 1659                            |                    | |
| Accademia degli Assicurati                                                        | Roma                 | 1630 circa                      |                    | |
| Accademia degli Assicurati                                                        | Venezia              | 1606 circa                      |                    | |
| Accademia degli Assidui                                                           | Bologna              | 1567                            |                    | |
| Accademia degli Assorditi                                                         | Urbino               | 1560 / 2023                     | 1862 / in attività | |
| Accademia degli Audaci                                                            | Roma                 | XVII secolo                     |                    | |
| Accademia degli Avveduti                                                          | Padova               | 1600 circa                      | 1615 circa         | |
| Accademia degli Avviliti                                                          | Napoli               | 1660 circa                      |                    | |
| Accademia degli Avviliti                                                          | Roma                 |                                 |                    | |
| Accademia degli Avviluppati                                                       | Roma                 | XVII secolo                     |                    | |
| Accademia degli Avviluppati                                                       | Siena                | metà XVI secolo                 | 1615               | |
| Accademia degli Avvivati                                                          | Bologna              | 1657                            |                    | |
| Accademia degli Ebbri                                                             | Siracusa             | 1629                            | 1753               | |
| Accademia degli Eccitati, Bergamo                                                 | Bergamo              | 1642                            | 1810               | Dal 1810 Ateneo di scienze, lettere e arti di Bergamo                                                                        |
| Accademia degli Eccitati, Vico del Gargano                                        | Vico del Gargano     | 1759                            |                    | |
| Accademia degli Eclissati                                                         | Napoli               |                                 |                    | |
| Accademia degli Eletti                                                            | Ferrara              | 1570                            |                    | |
| Accademia degli Elevati                                                           | Catania              |                                 |                    | |
| Accademia degli Elevati, Ferrara                                                  | Ferrara              | 1540                            | 1541               | |
| Accademia degli Elevati, Padova                                                   | Padova               | 1557                            | 1559               | |
| Accademia degli Elevati, Reggio Emilia                                            | Reggio Emilia        |                                 |                    | |
| Accademia degli Equivoci                                                          | Roma                 |                                 |                    | |
| Accademia degli Erculei                                                           | Napoli               | 1625                            |                    | |
| Accademia degli Erranti                                                           | Brescia              | 1619                            |                    | |
| Accademia degli Erranti, Napoli                                                   | Napoli               | 1626                            | 1700               | |
| Accademia degli Erranti, Ceneda                                                   | Ceneda               |                                 |                    | |
| Accademia degli Erranti, Roma                                                     | Roma                 | metà XVII secolo                |                    | |
| Accademia degli Eterei                                                            | Padova               | 1563–4                          | 1568–9             | |
| Accademia degli Etnei                                                             | Catania              | 1675                            |                    | |
| Accademia degli Eubolei                                                           | Napoli               | 1546                            | 1548               | |
| Accademia degli Euteleti                                                          | San Miniato          | 1822                            | in attività        | |
| Accademia degli Illuminati                                                        | Roma                 | 1598 circa                      |                    | |
| Accademia degli Illuminati                                                        | Ferrara              | 1660                            | dopo il 1669       | |
| Accademia degli Illustrati                                                        | Casale Monferrato    | 1561                            | 1595 circa         | |
| Accademia degli Immaturi                                                          | Venezia              | 1618                            |                    | |
| Accademia degli Immobili                                                          | Firenze              | 1562                            | 1942               | |
| Accademia degli Immobili                                                          | Venezia              | 1618 circa                      |                    | |
| Accademia degli Immobili                                                          | Alessandria          |                                 |                    | |
| Accademia degli Impazienti                                                        | Bologna              | 1689 e 1694                     |                    | |
| Accademia degli Imperfetti                                                        | Roma                 | 1612 circa                      |                    | |
| Accademia degli Imperfetti                                                        | Mantova              | 1680 circa                      | 1689               | |
| Accademia degli Imperfetti, Venezia                                               | Venezia              | 1648                            |                    | |
| Accademia degli Imperturbabili                                                    | Venezia              | 1658 circa                      |                    | |
| Accademia degli Impetuosi                                                         | Roma                 | XVII secolo                     |                    | |
| Accademia degli Impressi                                                          | Roma                 | XVII secolo                     |                    | |
| Accademia degli Inabili, Bologna                                                  | Bologna              | 1673                            |                    | |
| Accademia degli Inanimiti                                                         | Venezia              |                                 |                    | |
| Accademia degli Inariditi                                                         | Roma                 |                                 |                    | |
| Accademia degli Inariditi                                                         | Genova               | 1650 circa                      |                    | |
| Accademia degli Inaspettati                                                       | Roma                 | 1596                            |                    | |
| Accademia degli Incamminati                                                       | Bologna              | 1582                            | 1630 circa         | |
| Accademia degli Incauti                                                           | Roma                 | XVII secolo                     |                    | |
| Accademia degli Incauti, Napoli                                                   | Napoli               | 1617                            | 1640 circa         | |
| Accademia degli Incitati                                                          | Roma                 | 1581 circa                      | 1586 1615          | |
| Accademia degli Incogniti                                                         | Napoli               | 1540 circa                      | 1548 circa         | |
| Accademia degli Incogniti                                                         | Catania              | 1672                            |                    | |
| Accademia degli Incogniti                                                         | Venezia              | 1623                            | 1652               | |
| Accademia degli Incolti                                                           | Napoli               | 1640 circa                      |                    | |
| Accademia degli Incolti                                                           | Roma                 | 1658                            | in attività        | |
| Accademia degli Incruscabili                                                      | Venezia              | 1568                            |                    | |
| Accademia degli Inculti                                                           | Roma                 | 1699                            |                    | |
| Accademia degli Incuriositi                                                       | Napoli               | 1698                            |                    | |
| Accademia degli Indefessi, Bologna                                                | Bologna              | 1634 circa                      |                    | |
| Accademia degli Indefessi, Ferrara                                                | Ferrara              | 1576                            |                    | |
| Accademia degli Indefessi, Roma                                                   | Roma                 | XVII secolo                     |                    | |
| Accademia degli Indifferenti                                                      | Bologna              |                                 | 1590 circa         | |
| Accademia degli Indipendenti                                                      | Roma                 | XVII secolo                     |                    | |
| Accademia degli Indipendenti                                                      | Bologna              | XVII secolo                     |                    | |
| Accademia degli Indisposti                                                        | Roma                 | 1670 circa                      |                    | |
| Accademia degli Indivisi                                                          | Bologna              | 1690 circa                      | 1711               | |
| Accademia degli Indomiti                                                          | Bologna              | 1640                            | 1646               | |
| Accademia degli Industriosi                                                       | Brescia              | 1637                            | 1797               | |
| Accademia degli Industriosi                                                       | Venezia              | XVII secolo                     |                    | |
| Accademia degli Industriosi                                                       | Genova               | 1783                            |                    | |
| Accademia degli Ingegnosi                                                         | Salò                 | primi anni del XVII secolo      | dopo il 1680       | |
| Accademia degli Ineguali                                                          | Roma                 | XVII secolo                     |                    | |
| Accademia degli Infarinati                                                        | Roma                 | 1630 circa                      |                    | |
| Accademia degli Infaticabili                                                      | Venezia              | 1656                            | dopo il 1704       | |
| Accademia degli Infecondi                                                         | Roma                 | 1613                            | 1784 circa         | |
| Accademia degli Infecondi                                                         | Prato                | 1715                            | 1841               | |
| Accademia degli Infiammati, Bologna                                               | Bologna              | 1650                            | 1653 circa         | |
| Accademia degli Infiammati                                                        | Padova               | 1540                            | 1550               | |
| Accademia degli Infievoliti                                                       | Roma                 | XVII secolo                     |                    | |
| Accademia degli Infocati                                                          | Siena                |                                 |                    | |
| Accademia degli Informi                                                           | Catania              | 1672                            |                    | |
| Accademia degli Informi, Bologna                                                  | Bologna              | 1631 circa                      | 1654               | |
| Accademia degli Informi, Ravenna                                                  | Ravenna              |                                 |                    | |
| Accademia degli Informi, Roma                                                     | Roma                 |                                 |                    | |
| Accademia degli Informi, Venezia                                                  | Venezia              | 1627                            |                    | |
| Accademia degli Infuriati                                                         | Roma                 |                                 |                    | |
| Accademia degli Infuriati, Napoli                                                 | Napoli               | 1617                            | 1693               | |
| Accademia degli Ingegnosi                                                         | Roma                 | XVII secolo                     |                    | |
| Accademia degli Ingegnosi                                                         | Ferrara              | 1620                            | 1626               | |
| Accademia degli Innominati                                                        | Siena                |                                 |                    | |
| Accademia degli Innominati, Parma                                                 | Parma                |                                 |                    | |
| Accademia degli Inoltrati                                                         | Venezia              |                                 |                    | |
| Accademia degli Inquieti                                                          | Siena                | XVII secolo                     |                    | |
| Accademia degli Inquieti, Roma                                                    | Roma                 | prima del 1688                  |                    | |
| Accademia degli Inquieti                                                          | Bologna              | 1690                            | 1714               | |
| Accademia degli Insensati                                                         | Perugia              | 1561                            | 1700 circa         | |
| Accademia degli Instabili, Bologna                                                | Bologna              | 1590                            |                    | |
| Accademia degli Instancabili                                                      | Venezia              | 1618 circa                      |                    | |
| Accademia degli Instaurabili                                                      | Venezia              | fine del XVI secolo             |                    | |
| Accademia degli Intenti                                                           | Pavia                | 1593                            |                    | |
| Accademia degli Intrecciati                                                       | Roma                 | 1641                            | 1692 circa         | |
| Accademia degli Intrecciati                                                       | Siena                | prima del 1666                  |                    | |
| Accademia degli Intrepidi                                                         | Ferrara              | 1601                            | dopo il 1787       | |
| Accademia degli Intricati                                                         | Roma                 | 1609 circa                      |                    | |
| Accademia degli Intrigati                                                         | Venezia              | prima del 1606                  |                    | |
| Accademia degli Intronati                                                         | Siena                | 1525                            | in attività        | |
| Accademia degli Invaghiti                                                         | Mantova              | 1562                            | 1752               | |
| Accademia degli Invaghiti                                                         | Roma                 |                                 |                    | |
| Accademia degli Invaghiti                                                         | Genova               | 1588                            |                    | |
| Accademia degli Investiganti                                                      | Napoli               | 1650                            | 1737               | |
| Accademia degli Invigoriti                                                        | Bologna              |                                 |                    | |
| Accademia degli Invigoriti                                                        | Padova               | 1623                            | 1629               | |
| Accademia degli Invitti                                                           | Mantova              | 1600 circa                      | 1648               | |
| Accademia degli Irrequieti                                                        | Chieri               | 1696                            | 1815               | Archivio presso l'archivio storico del Comune di Chieri                                                                      |
| Accademia degli Obbligati                                                         | Ferrara              | 1720                            |                    | |
| Accademia degli Occulti, Roma                                                     | Roma                 | XVII secolo                     |                    | |
| Accademia degli Occulti                                                           | Brescia              | 1563                            | 1623               | Attiva sino al 1583, dopo un breve periodo di decadenza, riprese le attività sino allo scioglimento nel 1623                 |
| Accademia degli Occulti, Murano                                                   | Venezia              | 1605                            | 1608               | |
| Accademia degli Occupati                                                          | Roma                 | 1640 circa                      |                    | |
| Accademia degli Olimpici                                                          | Ferrara              | 1562 circa                      | dopo il 1627       | |
| Accademia degli Ombrosi                                                           | Roma                 | prima del 1673                  |                    | |
| Accademia degli Operosi                                                           | Bologna              | 1620                            |                    | |
| Accademia degli Operosi                                                           | Ferrara              | 1575 circa                      |                    | |
| Accademia degli Ordinati                                                          | Roma                 | 1608                            |                    | |
| Accademia degli Ordinati                                                          | Venezia              | 1618 circa                      |                    | |
| Accademia degli Orditi                                                            | Padova               | 1600 circa                      | 1615 circa         | |
| Accademia degli Oscuri                                                            | Napoli               | 1679                            | 1720               | |
| Accademia degli Oscuri                                                            | Siena                | XVII secolo                     |                    | |
| Accademia degli Oscuri, seconda                                                   | Siena                | 1692                            |                    | |
| Accademia degli Ostinati                                                          | Roma                 | XVII secolo                     |                    | |
| Accademia degli Ottenebrati                                                       | Bologna              | 1680                            |                    | |
| Accademia degli Ottusi                                                            | Bologna              | XVII secolo                     |                    | |
| Accademia degli Ottusi                                                            | Spoleto              | 1477                            | in attività        | |
| Accademia degli Oziosi (Napoli)                                                   | Napoli               | 1611                            | 1673 circa         | |
| Accademia degli Oziosi (Bologna)                                                  | Bologna              | 1563                            | 1567 circa         | |
| Accademia degli Oziosi, Ragusa, Dalmazia                                          | Ragusa di Dalmazia   | 1637                            | dopo il 1718       | |
| Accademia degli Oziosi, Roma                                                      | Roma                 | XVII secolo                     |                    | |
| Accademia degli Sborrati                                                          | Siena                | 1530 circa                      |                    | |
| Accademia degli Schiumati                                                         | Siena                | XVI secolo                      | XVII secolo        | |
| Accademia degli Scomposti                                                         | Fano                 | 1641                            |                    | |
| Accademia degli Sdegnati                                                          | Roma                 | 1541                            | 1545 circa         | |
| Accademia degli Sforzati                                                          | Roma                 | XVII secolo                     |                    | |
| Accademia degli Smarriti                                                          | Siena                | 1530 circa                      | 1568 circa         | |
| Accademia degli Speculanti                                                        | Roma                 | XVII secolo                     |                    | |
| Accademia degli Spensierati                                                       | Padova               | prima del 1673                  |                    | |
| Accademia degli Spensierati                                                       | Ferrara              | 1598 circa                      | dopo il 1650       | |
| Accademia degli Spensierati, Messina                                              | Messina              |                                 |                    | |
| Accademia degli Spensierati, Siena                                                | Siena                | XVII secolo                     |                    | |
| Accademia degli Speranti                                                          | Padova               | tardo XVII secolo               |                    | |
| Accademia degli Speziali medicinalisti                                            | Bologna              | 1647                            |                    | |
| Accademia degli Spinosi                                                           | Bologna              | XVII secolo                     |                    | |
| Accademia degli Sregolati                                                         | Roma                 |                                 |                    | |
| Accademia degli Stabili                                                           | Padova               | 1580 circa                      | 1610 circa         | |
| Accademia degli Sterili                                                           | Roma                 | prima del 1648                  | 1683               | |
| Accademia degli Sterili                                                           | Candia               | 1632 circa                      |                    | |
| Accademia degli Storditi                                                          | Bologna              | 1565                            | 1570 circa         | |
| Accademia degli Stravaganti                                                       | Roma                 |                                 |                    | |
| Accademia degli Stravaganti                                                       | Candia               | 1572                            |                    | |
| Accademia degli Strepitosi                                                        | Napoli               | 1667                            |                    | |
| Accademia degli Svegliati                                                         | Pisa                 | 1588                            | 1621               | |
| Accademia degli Svegliati                                                         | Napoli               | 1560 circa                      | 1593               | |
| Accademia degli Svegliati                                                         | Siena                | XVI secolo                      |                    | |
| Accademia degli Sviati                                                            | Siena                |                                 |                    | |
| Accademia degli Sviluppati                                                        | Venezia              | 1618                            |                    | |
| Accademia degli Umidi                                                             | Firenze              | 1540                            | 1783               | |
| Accademia degli Umili                                                             | Roma                 | 1568 circa                      | 1578               | |
| Accademia degli Umili                                                             | Ferrara              | 1571                            | dopo il 1607       | |
| Accademia degli Umoristi                                                          | Roma                 | 1600                            | 1720 circa         | |
| Accademia degli Unanimi                                                           | Bologna              | 1670                            | 1673               | |
| Accademia degli Unanimi                                                           | Salò                 | 20 maggio 1564                  |                    | |
| Accademia degli Uniformi                                                          | Roma                 | XVII secolo                     |                    | |
| Prima Accademia degli Unisoni                                                     | Venezia              | 1637                            |                    | |
| Accademia degli Uniti                                                             | Napoli               | ultimo decennio del XVII secolo |                    | |
| Accademia degli Uniti Seconda, Venezia                                            | Venezia              | prima del 1697                  |                    | |
| Accademia degli Uniti, Padova                                                     | Padova               |                                 |                    | |
| Accademia degli Uniti, Roma                                                       | Roma                 |                                 |                    | |
| Accademia degli Uniti, Siena                                                      | Siena                | 1594                            |                    | |
| Accademia degli Uniti, Venezia                                                    | Venezia              | 1551                            |                    | |
| Accademia degli uomini d'arme                                                     | Siena                | 1568                            |                    | |
| Accademia degli Uranici                                                           | Venezia              | 1587 circa                      | dopo il 1599       | |
| Accademia degli Zitoclei                                                          | Padova               | 1609                            | 1619               | |
| Accademia dei Baldanzosi                                                          | Roma                 |                                 |                    | |
| Accademia dei Bell'Ingegni                                                        | Palermo              | 1620 circa                      |                    | |
| Accademia dei Bersagliati                                                         | Roma                 | prima metà del XVII secolo      |                    | |
| Accademia dei Cacciatori                                                          | Venezia              | 1596                            |                    | |
| Accademia dei Canonisti                                                           | Palermo              | 1687                            |                    | |
| Accademia dei Capassoni                                                           | Siena                |                                 |                    | |
| Accademia dei Cassinesi                                                           | Catania              | 1688                            |                    | |
| Accademia dei Catenati                                                            | Macerata             | 1574                            | in attività        | |
| Accademia dei Catenati                                                            | Siena                |                                 |                    | |
| Accademia dei Certi                                                               | Roma                 | inizio XVII secolo              |                    | |
| Accademia dei Chiari                                                              | Catania              | 1621 circa                      |                    | |
| Accademia dei Cigni                                                               | Ferrara              | 1677 circa                      |                    | |
| Accademia dei Concili                                                             | Roma                 | 1671                            | 1740               | |
| Accademia dei Concordi, Ferrara                                                   | Ferrara              | 1579                            |                    | |
| Accademia dei Concordi, Napoli                                                    | Napoli               | 1674                            |                    | |
| Accademia dei Concordi, Ragusa, Dalmazia                                          | Ragusa di Dalmazia   | metà XVII secolo                |                    | |
| Accademia dei Concordi di Rovigo                                                  | Rovigo               | 1580                            | in attività        | |
| Accademia dei Concordi, Salò                                                      | Salò                 | 1543-1545                       |                    | Nata in origine, tra il 1543 e il 1545, col nome di Compagnia dei Concordi                                                   |
| Accademia dei Confusi, Bologna                                                    | Bologna              | 1570                            |                    | |
| Accademia dei Confusi, Ferrara                                                    | Ferrara              | 1623                            |                    | |
| Accademia dei Congregati                                                          | Roma                 | 1667 circa                      |                    | |
| Accademia dei Coraggiosi                                                          | Bari                 |                                 |                    | |
| Accademia dei Costanti                                                            | Padova               | 1556 circa                      |                    | |
| Accademia dei Cupi                                                                | Roma                 | inizio XVII secolo              |                    | |
| Accademia dei Curiosi                                                             | Roma                 |                                 |                    | |
| Accademia dei Deboli                                                              | Roma                 | 1696                            |                    | |
| Accademia dei Deformati                                                           | Ferrara              | XVII secolo                     |                    | |
| Accademia dei Delfici                                                             | Venezia              | 1647 circa                      | 1690 circa         | |
| Accademia dei Delicati                                                            | Roma                 |                                 |                    | |
| Accademia dei Depressi                                                            | Roma                 | metà XVII secolo                |                    | |
| Accademia dei Desiosi                                                             | Roma                 | 1626                            |                    | |
| Accademia dei Desiosi                                                             | Bologna              | 1650 circa                      |                    | |
| Accademia dei Desiosi                                                             | Genova               | 1694                            |                    | |
| Accademia dei Desiosi                                                             | Siena                | XVI secolo                      |                    | |
| Accademia dei Desiosi                                                             | Venezia              | 1629                            |                    | |
| Accademia dei Dieci Cantoni                                                       | Ferrara              | XV secolo                       |                    | |
| Accademia dei Difendenti                                                          | Roma                 | XVII secolo                     |                    | |
| Accademia dei Difesi                                                              | Venezia              | 1654 circa                      | 1660 circa         | |
| Accademia dei Dipendenti                                                          | Roma                 | XVII secolo                     |                    | |
| Accademia dei Diramati                                                            | Roma                 | metà XVII secolo                |                    | |
| Accademia dei Disarmati                                                           | Roma                 |                                 |                    | |
| Accademia dei Discordanti                                                         | Napoli               | 1666                            | 1668               | |
| Accademia dei Discordanti, Venezia                                                | Venezia              | 1618                            | dopo il 1656       | |
| Accademia dei Discordati                                                          | Ferrara              | 1647                            |                    | |
| Accademia dei Discordi                                                            | Salò                 | 1759 o 1761                     | 1762               | Con lo scioglimento nel 1762, divenne l'Accademia dei Pescatori Benacensi                                                    |
| Accademia dei Disinvolti                                                          | Brescia              | XVIII secolo                    |                    | |
| Accademia dei Disinvolti                                                          | Venezia              | 1648 circa                      | 1678 circa         | |
| Accademia dei Dispersi                                                            | Genova               | 1591                            |                    | |
| Accademia dei Disprezzati                                                         | Roma                 |                                 |                    | |
| Accademia dei Disuniti, Napoli                                                    | Napoli               | 1590 circa                      |                    | |
| Accademia dei Disuniti, Padova                                                    | Padova               | 1640                            |                    | |
| Accademia dei Disuniti, Pisa                                                      | Pisa                 | 16 giugno 1623                  | in attività        | Attiva fino a metà del '700. Il 17 gennaio 1995 è stata rifondata ed è attualmente in attività.                              |
| Accademia dei Disuniti, Roma                                                      | Roma                 | prima del 1688                  |                    | |
| Accademia dei Divisi                                                              | Roma                 |                                 |                    | |
| Accademia dei Dodonei                                                             | Venezia              | 1673                            |                    | |
| Accademia dei Dodonei                                                             | Rovereto             | 1727                            | 1733               | |
| Accademia dei Dogliosi                                                            | Avellino             | 1620                            | in attività        | |
| Accademia dei Dogmi                                                               | Roma                 | 1694                            |                    | |
| Accademia dei Dotti                                                               | Roma                 | metà XVII secolo                |                    | |
| Accademia dei Dubbiosi                                                            | Napoli               | 1646                            |                    | |
| Accademia dei Dubbiosi, Roma                                                      | Roma                 |                                 |                    | |
| Accademia dei Dubbiosi, Venezia                                                   | Venezia              | 1551                            | 1553               | |
| Accademia dei Fanfalini                                                           | Siena                | inizio XVII secolo              |                    | |
| Accademia dei Fantastici                                                          | Roma                 | 1625                            | 1688               | |
| Accademia dei Fecondi                                                             | Padova               | 1600 circa                      |                    | |
| Accademia dei Felici                                                              | Mantova              | 1587                            | 1595 circa         | |
| Accademia dei Fenici                                                              | Milano               |                                 |                    | |
| Accademia dei Ferraiuoli                                                          | Siena                | 1568                            | prima del 1603     | |
| Accademia dei Filadelfici                                                         | Venezia              | 1690                            |                    | |
| Accademia dei Filaleti                                                            | Venezia              | 1661–63                         |                    | |
| Accademia dei Filareti                                                            | Ferrara              | 1554                            |                    | |
| Accademia dei Fileleuteri                                                         | Venezia              | 1620                            |                    | |
| Accademia dei Fileni                                                              | Ferrara              | 1631                            |                    | |
| Accademia dei Filergiti                                                           | Forlì                | 1574                            | 1848               | |
| Accademia dei Filesotici                                                          | Brescia              | 1686                            | 1687               | Fondata dal gesuita Francesco Lana de Terzi su modello dell'Accademia dei Lincei; si estinse con la morte del suo fondatore. |
| Accademia dei Filodafni                                                           | Venezia              |                                 |                    | |
| Accademia dei Filomati                                                            | Siena                | 1577                            | 1654               | |
| Accademia dei Filomeli                                                            | Siena                | 1570 circa                      |                    | |
| Accademia dei Filoponi                                                            | Faenza               |                                 |                    | |
| Accademia dei Filoponi                                                            | Venezia              | 1626                            |                    | |
| Accademia dei Fioriti                                                             | Roma                 | XVII secolo                     |                    | |
| Accademia dei Fisiocritici                                                        | Siena                | 1690 o 1691                     |                    | |
| Accademia dei Floridi                                                             | Bologna              | 1615                            | 1622               | |
| Accademia dei Fortunai                                                            | L'Aquila             | 1579                            | 1598               | |
| Accademia dei Fluttuanti                                                          | Roma                 |                                 |                    | |
| Accademia dei Freddi                                                              | Napoli               | 1667                            |                    | |
| Accademia dei Galeotti                                                            | Genova               | 1550 circa                      |                    | |
| Accademia dei Gelati di Bologna                                                   | Bologna              | 1588                            | 1800               | |
| Accademia dei Gelosi                                                              | Roma                 |                                 |                    | |
| Accademia dei Gelosi, Venezia                                                     | Venezia              | XVI secolo                      |                    | |
| Accademia dei Generosi                                                            | Venezia              |                                 |                    | |
| Accademia dei Generosi, Murano                                                    | Venezia              | 1596                            |                    | |
| Accademia dei Georgofili                                                          | Firenze              | 1753                            | in attività        | |
| Accademia dei Gesuiti                                                             | Venezia              | 1657 circa                      | 1693 circa         | |
| Accademia dei Gravi                                                               | Roma                 | prima metà del XVII secolo      |                    | |
| Accademia dei Laboriosi                                                           | Venezia              | 1620                            | 1628               | |
| Accademia dei Leggieri                                                            | Napoli               |                                 |                    | |
| Accademia dei Lenti                                                               | Roma                 | XVII secolo                     |                    | |
| Accademia dei Lincei                                                              | Roma                 | 1603                            | 1630               | |
| Accademia dei Malinconici                                                         | Roma                 | 1614 circa                      |                    | |
| Accademia dei Mancanti                                                            | Roma                 | XVII secolo                     |                    | |
| Accademia dei Mansuefatti                                                         | Roma                 | tardo XVII secolo               |                    | |
| Accademia dei Mercuriali                                                          | Ferrara              | 1574                            |                    | |
| Accademia dei Minacciosi                                                          | Roma                 | XVII secolo                     |                    | |
| Accademia dei Moderati                                                            | Roma                 | XVII secolo                     |                    | |
| Accademia dei Molesti                                                             | Roma                 | XVII secolo                     |                    | |
| Accademia dei Molesti, Seconda                                                    | Roma                 | XVII secolo                     |                    | |
| Accademia dei Morescanti                                                          | Ferrara              | 1669 circa                      |                    | |
| Accademia dei Mutoli                                                              | Genova               | 1611                            |                    | |
| Accademia dei Nascosti                                                            | Roma                 |                                 |                    | |
| Accademia dei Naufraganti                                                         | Napoli               | 1672                            |                    | |
| Accademia dei Negletti                                                            | Roma                 | 1630 circa                      |                    | |
| Accademia dei Novelli                                                             | Bologna              | 1620 circa                      |                    | |
| Accademia dei Nuovi Lincei                                                        | Roma                 | 1847                            | in attività        | nel 1936 ribattezzata Pontificia accademia delle scienze                                                                     |
| Accademia dei Pacifici                                                            | Padova               |                                 |                    | |
| Accademia dei Pacifici, Venezia                                                   | Venezia              |                                 |                    | |
| Accademia dei Palladi                                                             | Catania              | 1674                            |                    | |
| Accademia dei Paragonisti                                                         | Venezia              | metà XVII secolo                |                    | |
| Accademia dei Parteni                                                             | Bologna              |                                 |                    | |
| Accademia dei Partici                                                             | Ferrara              | 1569 circa                      |                    | |
| Accademia dei Pavoni                                                              | Venezia              |                                 |                    | |
| Accademia dei Pellegrini, Venezia                                                 | Venezia              | 1650 circa                      |                    | |
| Accademia dei Pellegrini, Roma                                                    | Roma                 | 1694                            |                    | |
| Accademia dei Pellegrini, Trani                                                   | Trani                | metà del XVII secolo            |                    | |
| Accademia dei Penosi                                                              | Ferrara              |                                 |                    | |
| Accademia dei Peregrini                                                           | Parigi               |                                 |                    | |
| Accademia dei Peripatetici                                                        | Venezia              | 1630                            |                    | |
| Accademia dei Perseveranti                                                        | Bologna              | tardo XVI secolo                |                    | |
| Accademia dei Pescatori Benacensi                                                 | Salò                 | 15 maggio 1762                  |                    | L'accademia nacque sostituendosi a quella dei Discordi. Si fuse successivamente con l'Accademia dei Concordi.                |
| Accademia dei Piazzesi                                                            | Piazza Armerina      | 1651 circa                      |                    | |
| Accademia dei Pitii                                                               | Bologna              | 1628                            |                    | |
| Accademia dei Politici                                                            | Bologna              | 1580 circa                      |                    | |
| Accademia dei Potenti                                                             | Padova               | 1570 circa                      |                    | |
| Accademia dei Precipitosi                                                         | Roma                 | XVII secolo                     |                    | |
| Accademia dei Prodighi                                                            | Roma                 | XVII secolo                     |                    | |
| Accademia dei Provveduti                                                          | Venezia              | dopo il 1630                    |                    | |
| Accademia dei Pugni                                                               | Milano               | 1761                            | 1766               | |
| Accademia dei Puliti                                                              | Siena                | XVI secolo                      |                    | |
| Accademia dei Pungenti                                                            | Roma                 | XVII secolo                     |                    | |
| Accademia dei Puri                                                                | Roma                 |                                 |                    | |
| Accademia dei Racchiusi                                                           | Siena                | XVII secolo                     |                    | |
| Accademia dei Raccolti                                                            | Siena                | XVI secolo                      |                    | |
| Accademia dei Raccolti                                                            | Venezia              | 1673                            |                    | |
| Accademia dei Raffrontati                                                         | Siena                | 1588 circa                      | 1594               | |
| Accademia dei Raffrontati                                                         | Venezia              | prima del 1690                  |                    | |
| Accademia dei Raffrontati Erranti                                                 | Fermo                | 1594                            |                    | Riaperta nel maggio 2019 a Fermo.                                                                                            |
| Accademia dei Ravvivati                                                           | Siena                | prima del 1685                  | 1685               | |
| Accademia dei Recisi                                                              | Roma                 |                                 |                    | |
| Accademia dei Regolati                                                            | Roma                 | XVII secolo                     |                    | |
| Accademia dei Renati                                                              | Venezia              | 1602 circa                      |                    | |
| Accademia dei Rettori                                                             | Bologna              | metà del XVII secolo            |                    | |
| Accademia dei Riaccesi                                                            | Bologna              | 1560 circa c. 1619              | prima del 1686     | |
| Accademia dei Riaccesi, Palermo                                                   | Palermo              | 1622                            |                    | |
| Accademia dei Ricovrati                                                           | Padova               | 1599                            | 1779               | |
| Accademia dei Ricreduti                                                           | Ferrara              | 1614 circa                      |                    | |
| Accademia dei Rigidi                                                              | Roma                 | XVII secolo                     |                    | |
| Accademia dei Rinascenti                                                          | Padova               | 1573                            | 1575               | |
| Accademia dei Rinati                                                              | Venezia              | fine del XVI secolo             |                    | |
| Accademia dei Ringiovaniti                                                        | Bologna              | 1640 circa                      |                    | |
| Accademia dei Rinnovandi                                                          | Roma                 | XVII secolo                     |                    | |
| Accademia dei Rinnovati                                                           | Roma                 | XVII secolo                     |                    | |
| Accademia dei Rinnovati                                                           | Ferrara              | 1579 circa                      |                    | |
| Accademia dei Rinnovati della Fenice                                              | Paternò              | 1634                            |                    | |
| Accademia dei Ripidi                                                              | Roma                 | XVII secolo                     |                    | |
| Accademia dei Rischiarati                                                         | Roma                 | XVII secolo                     |                    | |
| Accademia dei Rischiarati, Siena                                                  | Siena                | XVI secolo                      |                    | |
| Accademia dei Risoluti                                                            | Siena                | 1580                            | 1603               | |
| Accademia dei Risoluti, Bologna                                                   | Bologna              | 1631 circa                      | 1714 circa         | |
| Accademia dei Risvegliati                                                         | Napoli               |                                 |                    | |
| Accademia dei Risvegliati                                                         | Pistoia              | XVII secolo                     |                    | |
| Accademia dei Riuniti                                                             | Venezia              | 1590 circa                      | dopo il 1623       | |
| Accademia dei Rozzi                                                               | Siena                | 1690                            | in attività        | |
| Accademia dei Rozzi                                                               | Napoli               | 1670 circa                      | 1703               | |
| Accademia dei Ruvidi                                                              | Roma                 | XVII secolo                     |                    | |
| Accademia dei Sabei                                                               | Venezia              | XVI secolo                      |                    | |
| Accademia dei Salutiferi                                                          | Bologna              | 1643 circa                      |                    | |
| Accademia dei Santi Giovanni e Paolo                                              | Venezia              | 1610                            |                    | |
| Accademia dei Secreti                                                             | Siena                | 1580 circa                      |                    | |
| Accademia dei Secreti                                                             | Roma                 |                                 |                    | |
| Accademia dei Segreti                                                             | Napoli               | 1560 circa                      | 1579               | |
| Accademia dei Selvaggi                                                            | Bologna              | 1606 circa                      | 1629 circa         | |
| Accademia dei Separati alla Giudecca                                              | Venezia              | 1675                            |                    | |
| Accademia dei Sepolti                                                             | Volterra             | 1597                            | in attività        | |
| Accademia dei Serafici, Padova                                                    | Padova               |                                 |                    | |
| Accademia dei Sereni                                                              | Ferrara              | 1580                            |                    | |
| Accademia dei Sicuri                                                              | Napoli               | 1630 circa                      |                    | |
| Accademia dei Sileni                                                              | Napoli               | 1612                            |                    | |
| Accademia dei Silenti                                                             | Venezia              | 1651                            |                    | |
| Accademia dei Simposiaci                                                          | Roma                 | 1662                            |                    | |
| Accademia dei Sireni                                                              | Napoli               | 1545 circa                      | 1548               | |
| Accademia dei Sitibondi                                                           | Padova               | XVI secolo                      |                    | |
| Accademia dei Sitibondi                                                           | Bologna              | 1554 circa                      |                    | |
| Accademia dei Sizienti, Siena                                                     | Siena                | tardo XVI secolo                |                    | |
| Accademia dei Solfansini                                                          | Siena                | inizio XVI secolo               |                    | |
| Accademia dei Solinghi                                                            | Torino               | 1628                            |                    | |
| Accademia dei Solitari                                                            | Napoli               | 1630 circa                      |                    | |
| Accademia dei Sollevati, Bologna                                                  | Bologna              | 1672 circa                      |                    | |
| Accademia dei Sollevati, Brescia                                                  | Brescia              | 1648                            |                    | |
| Accademia dei Sollevati, Roma                                                     | Roma                 | XVII secolo                     |                    | |
| Accademia dei Sollevati, Venezia                                                  | Venezia              |                                 |                    | |
| Accademia dei Sonnacchiosi                                                        | Bologna              | prima del 1543                  |                    | |
| Accademia dei Taciturni                                                           | Sondrio              | XVIII secolo                    | 1757               | |
| Accademia dei Tardi                                                               | Roma                 | XVII secolo                     |                    | |
| Accademia dei Tassisti                                                            | Venezia              | 1673                            |                    | |
| Accademia dei Tenaci                                                              | Roma                 | XVII secolo                     |                    | |
| Accademia dei Tenebrosi                                                           | Ferrara              | 1624                            |                    | |
| Accademia dei Tergemini                                                           | Ferrara              | 1567                            | dopo il 1589       | |
| Accademia dei Timidi                                                              | Mantova              | 1648                            | 1767 circa         | |
| Accademia dei Torbidi                                                             | Bologna              | 1628 circa                      |                    | |
| Accademia dei Tranquilli                                                          | Roma                 | XVII secolo                     |                    | |
| Accademia dei Trasformati                                                         | Milano               | 1743                            |                    | |
| Accademia dei Travagliati, Ferrara                                                | Ferrara              | 1567                            |                    | |
| Accademia dei Travagliati, Siena                                                  | Siena                | 1550–55                         | 1600               | |
| Accademia dei Traviati                                                            | Roma                 |                                 |                    | |
| Accademia dei Trionfanti                                                          | Venezia              | prima del 1520                  |                    | |
| Accademia dei Truci                                                               | Roma                 | XVII secolo                     |                    | |
| Accademia dei Vaghi                                                               | Roma                 | XVII secolo                     |                    | |
| Accademia dei Vani                                                                | Roma                 | XVII secolo                     |                    | |
| Accademia dei Vannetti                                                            | Rovereto             | XIX secolo                      |                    | Venne chiamata anche Accademia rosminiana dei Vannetti                                                                       |
| Accademia dei Vari                                                                | Napoli               | 1650                            |                    | |
| Accademia dei Vari, Roma                                                          | Roma                 | 1690 circa                      |                    | |
| Accademia dei Velati                                                              | Bologna              | 1615                            |                    | |
| Accademia dei Velati                                                              | Ferrara              | 1690                            |                    | |
| Accademia dei Velati                                                              | L'Aquila             | 1598                            | 1718               | |
| Accademia dei Venturati                                                           | Venezia              | 1628                            |                    | |
| Accademia dei Verecondi                                                           | Roma                 | XVII secolo                     |                    | |
| Accademia dei Vertumni                                                            | Brescia              | 1479 circa                      |                    | |
| Accademia dei Vespertini                                                          | Bologna              | 1624                            |                    | |
| Accademia dei Vigilanti                                                           | Roma                 |                                 |                    | |
| Accademia dei Vigilanti, Murano                                                   | Venezia              | 1602                            | dopo il 1675       | |
| Accademia dei Vignaiuoli                                                          | Roma                 | 1527–30                         |                    | |
| Accademia dei Violenti                                                            | Roma                 | XVII secolo                     |                    | |
| Accademia dei Virtuosi al Pantheon                                                | Roma                 | 1542                            | in attività        | |
| Accademia dei Vivi                                                                | Candia               | 1562                            |                    | |
| Accademia dei Vogliosi                                                            | Roma                 | 1592 circa                      | 1699 circa         | |
| Accademia dei Volanti                                                             | Napoli               | 1640                            |                    | |
| Accademia dei Volubili                                                            | Roma                 | XVII secolo                     |                    | |
| Accademia del Cimento, Napoli                                                     | Napoli               | 1680                            |                    | |
| Accademia del Cimento                                                             | Firenze              | 1657                            | 1667               | |
| Accademia del Diametro                                                            | Brescia e Cellatica  | 1794                            | 1796               | |
| Accademia del Disegno                                                             | Firenze              | 1563                            | in attività        | |
| Accademia Delfica                                                                 | Roma                 |                                 |                    | |
| Accademia Delia                                                                   | Padova               | 1608                            | 1801               | |
| Accademia dell'Arcadia                                                            | Roma                 | 1690                            | in attività        | |
| Accademia dell'Arcidiacono                                                        | Bologna              | 1687                            | 1689               | |
| Accademia della Civetta                                                           | Trapani              | 1686                            | 1760               | |
| Accademia della Crusca                                                            | Firenze              | 1583                            | in attività        | |
| Accademia della Fucina                                                            | Messina              | 1639                            | 1678               | |
| Accademia della Galleria di Minerva                                               | Venezia              | 1696                            | 1713               | |
| Accademia della Morte                                                             | Ferrara              | 1686                            |                    | |
| Accademia della Notte                                                             | Venezia              |                                 |                    | |
| Accademia della Notte, Bologna                                                    | Bologna              | tardo XVI secolo                |                    | |
| Accademia della Stella                                                            | Messina              | 1595                            | 1647               | |
| Accademia della Traccia                                                           | Bologna              | 1665                            | 1678–79            | |
| Accademia della Verità                                                            | Siena                | XVI secolo                      |                    | |
| Accademia della Vigilanza                                                         | Venezia              | XVI secolo                      |                    | |
| Accademia della Virtù                                                             | Roma                 | 1542                            | 1545 circa         | |
| Accademia delle Assicurate                                                        | Siena                | 1654                            | 1710–20            | |
| Accademia delle notti vaticane                                                    | Roma                 | 1562                            | 1565               | |
| Accademia delle scienze di Napoli                                                 | Napoli               | 1732                            |                    | |
| Accademia delle scienze dell'Istituto di Bologna                                  | Bologna              | 1714                            | in attività        | |
| Accademia delle scienze di Ferrara                                                | Ferrara              | 1823                            |                    | |
| Accademia delle scienze di Torino                                                 | Torino               | 1757                            | in attività        | |
| Accademia delle scienze, e delle arti degli ardenti di Viterbo                    | Viterbo              | 1480                            |                    | |
| Accademia del liceo                                                               | Roma                 | inizio XVI secolo               |                    | |
| Accademia dell'oracolo                                                            | Roma                 | dopo il 1650                    |                    | |
| Accademia dello Spirito Santo                                                     | Ferrara              | 1597                            |                    | |
| Accademia d'eloquenza in san Luca                                                 | Venezia              | fine del XVII secolo            |                    | |
| Accademia d'eloquenza in san Moisé                                                | Venezia              | fine del XVII secolo            |                    | |
| Accademia del piacere onesto                                                      | Bologna              | 1602 circa                      |                    | |
| Accademia del platano                                                             | Roma                 | 1688                            |                    | |
| Accademia del simbolo                                                             | Roma                 |                                 |                    | |
| Accademia del viridario                                                           | Bologna              | 1511                            |                    | |
| Accademia de' Medici conghietturanti                                              | Modena               | 1751                            | 1766               | |
| Accademia de' Pacifici                                                            | Mantova              | 1625                            |                    | |
| Accademia di agricoltura di Brescia                                               | Brescia              | 1764                            |                    | Si fuse con l'Accademia di fisica sperimentale nel 1768                                                                      |
| Accademia di agricoltura di Torino                                                | Torino               | 1785                            | in attività        | |
| Accademia di agricoltura di Verona                                                | Verona               | 1768                            | in attività        | |
| Accademia di arte agraria                                                         | Padova               | 1769                            | 1779               | |
| Accademia di Arti e Agricolture                                                   | Brescia              | 1792                            |                    | |
| Accademia di Fisica Sperimentale o di Storia Naturale                             | Brescia              | 3 marzo 1760                    | 1768               | L'Accademia di fisica sperimentale fu incorporata nell'Accademia di agricoltura per decreto ducale datato 15 settembre 1768  |
| Accademia di lettere armi e musica                                                | Ferrara              | 1570–80                         |                    | |
| Accademia di medicina di Torino                                                   | Torino               | 1819                            | in attività        | |
| Accademia di Rezzato                                                              | Rezzato              | 1548                            |                    | |
| Accademia di san Pietro                                                           | Mantova              | 1498 circa                      | 1520 circa         | |
| Accademia di san Salvatore                                                        | Bologna              | 1640 circa                      |                    | |
| Accademia di san Vito                                                             | Ferrara              | 1554 circa                      |                    | |
| Accademia di santo Stefano                                                        | Venezia              | metà del XVII secolo            |                    | |
| Accademia di scienze, lettere e belle arti degli Zelanti e dei Dafnici            | Acireale             | 1671                            | in attività        | |
| Accademia di storia ecclesiastica                                                 | Genova               | 1742                            |                    | |
| Accademia d'Italia                                                                | Roma                 | 1929                            | 1945               | |
| Accademia di Tullia d'Aragona                                                     | Roma                 | 1550 circa                      |                    | |
| Accademia Duranti                                                                 | Palazzolo sull'Oglio | fine del XVIII secolo           |                    | |
| Accademia Durazziana                                                              | Genova               | dopo il 1750                    |                    | |
| Accademia Ecclesiastica                                                           | Genova               | 1783                            |                    | |
| Accademia Ercolanese                                                              | Napoli               | 1755                            | in attività        | |
| Accademia Eroica                                                                  | Ferrara              |                                 | 1617               | |
| Accademia Estense                                                                 | Ferrara              | 1530                            |                    | |
| Accademia Etrusca                                                                 | Cortona              | 1726                            | in attività        | |
| Accademia Eustachiana                                                             | Roma                 | 1547 circa                      |                    | |
| Accademia Federiciana                                                             | Catania              | 1996                            | in attività        | |
| Accademia Ferrarese                                                               | Ferrara              | 1570                            | dopo il 1587       | |
| Accademia Filarmonica di Bologna                                                  | Bologna              | 1666                            | in attività        | |
| Accademia Filarmonica di Verona                                                   | Verona               | 1543                            | in attività        | |
| Accademia fisico-matematica                                                       | Roma                 | 1677                            | 1698               | |
| Accademia galileiana di scienze, lettere ed arti                                  | Padova               | 1779                            | in attività        | |
| Accademia geografico-storico-fisica                                               | Venezia              | 1680                            | 1714               | |
| Accademia Georgica                                                                | Treia                | 1430                            |                    | |
| Accademia Gessiana                                                                | Roma                 | 1630                            |                    | |
| Accademia Gibertiana                                                              | Roma                 | metà del XVI secolo             |                    | |
| Accademia Gioenia di scienze naturali in Catania                                  | Catania              | 1824                            | in attività        | |
| Accademia Ievoliana                                                               | Napoli               | 1559                            |                    | |
| Accademia italiana di medicina manuale                                            |                      | 1997                            |                    | |
| Accademia italiana di scienze forestali                                           |                      | 1951                            | in attività        | |
| Accademia jatro-fisica di Palermo                                                 | Palermo              | 1621                            |                    | |
| Accademia Lancisiana di Roma                                                      | Roma                 | 1715                            | in attività        | |
| Accademia ligure di scienze e lettere                                             | Genova               | 1798                            | in attività        | |
| Accademia lucchese di scienze, lettere e arti                                     | Lucca                | 1584                            | in attività        | |
| Accademia Maiellana                                                               | Napoli               | 1690 circa                      | 1709               | |
| Accademia Marchigiana di Scienze, Lettere ed Arti                                 | Ancona               | 1925                            | in attività        | Fondata da Giovanni Crocioni.                                                                                                |
| Accademia Martiraniana                                                            | Napoli               | 1530 circa                      | 1555               | |
| Accademia Mazzuchelliana                                                          | Brescia              | 1738                            | 1768               | |
| Accademia Medica                                                                  | Roma                 | 1681                            | 1687 circa         | |
| Accademia Medico-fisico Fiorentina                                                | Firenze              |                                 |                    | |
| Accademia Medinaceli                                                              | Napoli               | 1698                            |                    | |
| Accademia Minervale                                                               | Venezia              | XVI secolo                      | XVII secolo        | |
| Accademia Mondellana                                                              | Brescia              | prima metà del 1500             |                    | |
| Accademia Morsiniana                                                              | Venezia              | prima del 1618                  |                    | |
| Accademia Nazionale dei Lincei                                                    | Roma                 | 1874                            | in attività        | |
| Accademia Nazionale delle Scienze detta dei XL                                    | Roma                 | 1782                            |                    | |
| Accademia Nazionale di Agricoltura                                                |                      | 1807                            |                    | |
| Accademia Nazionale di Medicina                                                   |                      | 1991                            |                    | |
| Accademia Nazionale di Santa Cecilia                                              | Roma                 | 1585                            |                    | |
| Accademia nazionale di San Luca                                                   | Roma                 | 1593                            | in attività        | |
| Accademia nazionale di scienze, lettere e arti                                    | Modena               | 1683                            | in attività        | |
| Accademia nazionale di scienze, lettere e arti                                    | Palermo              | 1718                            | in attività        | |
| Accademia nazionale virgiliana di Scienze, Lettere ed Arti                        | Mantova              | 1768                            | in attività        | |
| Accademia Olimpica                                                                | Vicenza              | 1555                            | in attività        | |
| Accademia Pantectica                                                              | Venezia              |                                 |                    | |
| Accademia Parrasiana                                                              | Cosenza              | 1507                            |                    | |
| Accademia Partenia                                                                | Siena                | 1560 circa                      |                    | |
| Accademia Partenia                                                                | Napoli               | 1594                            |                    | |
| Accademia Partenia                                                                | Ferrara              | 1588                            |                    | |
| Accademia Partenia minore, Milano                                                 | Milano               |                                 |                    | |
| Accademia Partenia, Roma                                                          | Roma                 | 1594 circa                      | 1639 circa         | |
| Accademia Parutiana                                                               | Venezia              | 1561                            | 1598               | |
| Accademia Peloritana dei Pericolanti                                              | Messina              | 1729                            | in attività        | |
| Accademia Petrarca di Lettere, Arti e Scienze di Arezzo                           | Arezzo               | 1810                            |                    | |
| Accademia Pia                                                                     | Ferrara              | 1643 circa                      |                    | |
| Accademia Platonica                                                               | Venezia              | 1550 circa                      |                    | |
| Accademia Platonica                                                               | Firenze              | 1462                            | 1522               | |
| Accademia Pomponiana                                                              | Roma                 | 1467                            | 1527               | |
| Accademia Pontaniana                                                              | Napoli               | 1458                            | in attività        | |
| Accademia Reale di Cristina di Svezia                                             | Roma                 | 1674                            | 1689               | |
| Accademia Rinaldiana                                                              | Napoli               | 1550 circa                      | 1580 circa         | |
| Accademia Roveretana degli Agiati di Scienze, Lettere e Arti                      | Rovereto             | 1750                            | in attività        | |
| Accademia Sarottiana                                                              | Venezia              | 1682                            |                    | |
| Accademia Sauliana                                                                | Genova               | 1520                            | 1522               | |
| Accademia Scritturale                                                             | Venezia              | 1662                            |                    | |
| Accademia Sebezia Colonia degli Arcadi                                            | Napoli               |                                 |                    | |
| Accademia Serafica                                                                | Venezia              | 1593                            |                    | |
| Accademia Severoliana                                                             | Roma                 | dopo il 1690                    |                    | |
| Accademia Teologica                                                               | Roma                 | 1695 circa                      |                    | |
| Accademia teologica scolastica                                                    | Napoli               | 1650 circa                      |                    | |
| Accademia tiberina                                                                | Roma                 | 1813                            | in attività        | |
| Accademia toscana di scienze e lettere "La Colombaria"                            | Firenze              | 1735                            | in attività        | |
| Accademia Udinese di Scienze, Lettere e Arti                                      | Udine                | 1606                            |                    | |
| Accademia valdarnese del Poggio                                                   | Valdarno             | 1804                            | in attività        | |
| Accademia Veneziana                                                               | Venezia              | 1558                            | 1561               | |
| Accademia veniera                                                                 | Venezia              | 1548 circa                      |                    | |
| Associazione agraria subalpina                                                    | Torino               | 1842                            | 1866               | |
| Associazione elettrotecnica ed elettronica italiana                               |                      | 1897                            |                    | |
| Associazione geofisica italiana                                                   |                      | 1951                            |                    | |
| Associazione Geotecnica Italiana                                                  |                      | 1947                            |                    | |
| Associazione informatici professionisti                                           |                      | 1991                            |                    | |
| Associazione italiana biblioteche                                                 | Roma                 | 1930                            | in attività        | |
| Associazione italiana del vuoto                                                   |                      | 1963                            |                    | |
| Associazione italiana di agrometeorologia                                         |                      | 1997                            |                    | |
| Associazione italiana di ingegneria chimica                                       |                      | 1958                            |                    | |
| Associazione italiana di metallurgia                                              | Milano               | 1946                            | in attività        | |
| Associazione italiana di ricerca operativa                                        | Roma                 | 1961                            | in attività        | |
| Associazione italiana di robotica e automazione                                   |                      | 1975                            |                    | |
| Associazione italiana pedologi                                                    |                      | 1992                            | in attività        | |
| Associazione italiana per la qualità                                              |                      | 1955                            |                    | |
| Associazione italiana per l'informatica ed il calcolo automatico                  |                      | 1961                            | in attività        | |
| Associazione Italiana per l'Intelligenza Artificiale                              | Roma                 | 1988                            | in attività        | |
| Associazione italiana prove non distruttive monitoraggio diagnostica              |                      | 1979                            |                    | |
| Associazione microbiologi clinici italiani                                        |                      | 1970                            |                    | |
| Associazione Nazionale Archivistica Italiana                                      | Roma                 | 1949                            | in attività        | |
| Associazione nazionale italiana per l'automazione                                 |                      | 1956                            |                    | |
| Associazione per l'Insegnamento della Fisica                                      |                      | 1962                            | in attività        | |
| Associazione tecnica dell'automobile                                              |                      | 1948                            |                    | |
| Ateneo di Brescia: Accademia di scienze, lettere ed arti                          | Brescia              | 1802                            | in attività        | |
| Ateneo di Salò                                                                    | Salò                 | maggio 1811                     | in attività        | |
| Ateneo di scienze lettere ed arti Bergamo                                         | Bergamo              | 1810                            |                    | |
| Ateneo Veneto di Scienze, Lettere ed Arti                                         | Venezia              | 1812                            | in attività        | |
| Compagnia dei Fausti                                                              | Venezia              | 1503                            | dopo il 1524       | |
| Congrega dei taciturni                                                            | Roma                 | intorno al 1600                 |                    | |
| Coro anatomico                                                                    | Bologna              | 1650                            | 1656 circa         | |
| Federazione nazionale degli ordini dei medici chirurghi e degli odontoiatri       |                      | 1946                            |                    | |
| Federazione nazionale dell'industria chimica                                      |                      | 1920                            |                    | |
| Federfarma                                                                        |                      | 1969                            |                    | |
| I Desti                                                                           | Bologna              | XVI secolo                      |                    | |
| Istituto italiano degli attuari                                                   |                      | 1929                            |                    | |
| Istituto Lombardo, Accademia di Scienze e Lettere                                 | Milano               | 1797                            | in attività        | |
| Istituto nazionale italiano                                                       | Bologna, Milano      | 1802                            | 1838               | |
| Istituto nazionale ligure                                                         | Genova               | 1786                            | 1815               | |
| Istituto veneto di scienze, lettere ed arti                                       | Venezia              | 1838                            | in attività        | |
| Nuova accademia dei nobili senesi                                                 | Siena                | prima del 1691                  |                    | |
| Prima accademia dei concili                                                       | Roma                 | 1682                            | 1690               | |
| Prima accademia dei costanti                                                      | Ferrara              | 1575 circa                      |                    | |
| Reale accademia delle scienze e belle-lettere di Napoli                           | Napoli               | 1780                            | 1788               | |
| Reale accademia medico-chirurgica di Napoli                                       | Napoli               | 1740                            | 1934               | |
| Reale istituto d'incoraggiamento d'agricoltura, arti e manifatture per la Sicilia | Palermo              | 1831                            | 1863               | |
| Reale istituto d'incoraggiamento di Napoli                                        | Napoli               | 1806                            | 1937               | |
| Reale società agraria ed economica di Cagliari                                    | Cagliari             | 1804                            | 1862               | |
| Seconda accademia dei confusi, Bologna                                            | Bologna              | 1610–20                         | 1640               | |
| Seconda accademia dei costanti                                                    | Ferrara              | intorno al 1650                 |                    | |
| Seconda accademia veneziana                                                       | Venezia              | 1594                            | 1608               | |
| Società agraria di Lombardia                                                      | Milano               | 1861                            |                    | |
| Società agraria spoletina                                                         | Spoleto              | 1818                            | 1846               | |
| Società Astronomica Italiana                                                      |                      | 1920                            |                    | ha preso il posto della Società degli Spettroscopisti Italiani                                                               |
| Società botanica fiorentina                                                       | Firenze              | 1716                            | 1783               | |
| Società Dante Alighieri                                                           | Roma                 | 1889                            | in attività        | |
| Società dei naturalisti in Napoli                                                 | Napoli               | 1814                            |                    | |
| Società di cultura e di incoraggiamento di Padova                                 | Padova               | 1830                            | 1937               | |
| società di letture e conversazioni scientifiche di Genova                         | Genova               | 1866                            |                    | |
| Società Economica di Chiavari                                                     | Chiavari             | 1791                            |                    | |
| Società entomologica italiana                                                     | Genova               | 1869                            | in attività        | |
| Società filarmonica di Trento                                                     | Trento               | 1795                            |                    | |
| Società Filosofica Italiana                                                       | Roma                 | 1906                            | in attività        | |
| Società geografica italiana                                                       | Roma                 | 1867                            | in attività        | |
| Società italiana degli storici della fisica e dell'astronomia                     |                      | 1982                            | in attività        | |
| Società italiana degli storici dell'economia                                      |                      | 1984                            |                    | |
| Società indologica "Luigi Pio Tessitori"                                          |                      | 1993                            |                    | |
| Società Italiana delle Storiche                                                   |                      | 1989                            |                    | |
| Società italiana di anatomia patologica e citologia diagnostica                   |                      | 1995                            |                    | |
| Società italiana di biochimica clinica e biologia molecolare clinica              |                      | 1968                            |                    | |
| Società italiana di biochimica e biologia molecolare                              |                      | 1951                            |                    | |
| Società italiana di fisica                                                        |                      | 1897                            | in attività        | |
| Società italiana di genetica umana                                                |                      | 1997                            |                    | |
| Società italiana di igiene, medicina preventiva e sanità pubblica                 |                      | 1921                            |                    | |
| Società italiana di medicina interna                                              |                      | 1887                            |                    | |
| Società italiana di neurologia                                                    |                      | 1907                            |                    | |
| Società italiana di ortodonzia                                                    |                      | 1968                            |                    | |
| Società italiana di pediatria                                                     |                      | 1898                            |                    | |
| Società italiana di psicologia                                                    |                      | 1910                            |                    | |
| Società italiana di radiologia medica                                             |                      | 1913                            |                    | |
| Società italiana di relatività generale e fisica della gravitazione               | L'Aquila             | 1990                            | in attività        | |
| Società italiana di scienza politica                                              |                      | 1973                            |                    | |
| Società italiana di scienze naturali                                              | Milano               | 1856                            | in attività        | |
| Società italiana di virologia                                                     |                      | 2001                            |                    | |
| Società italiana per la simulazione con il calcolatore                            |                      | 1984                            |                    | |
| Società italiana reti neuroniche                                                  |                      | 1989                            |                    | |
| Società letteraria ravennate                                                      | Ravenna              | 1752                            | 1771               | |
| Società medica chirurgica di Bologna                                              | Bologna              | 1802                            |                    | |
| Società medica italiana di psicoterapia e ipnosi                                  |                      | 1985                            |                    | |
| Società Reale di Napoli                                                           | Napoli               | 1808                            | in attività        | dal 1948 ribattezzata "Società nazionale di scienze, lettere ed arti in Napoli"                                              |
| Società numismatica italiana                                                      | Milano               | 1892                            | in attività        | |
| Società Oftalmologica Italiana                                                    |                      | 1879                            |                    | |
| Società orticola italiana                                                         |                      | 1953                            |                    | |
| Società pattriotica di Milano                                                     | Milano               | 1776                            | 1797               | |
| Società degli spettroscopisti italiani                                            |                      | 1871                            | 1920               | ridenominata dal 1920 Società astronomica italiana                                                                           |
| Unione accademica nazionale                                                       |                      | 1923                            |                    | |
| Unione matematica italiana                                                        | Bologna              | 1922                            | in attività        | accademia storico culturale italiana (2021) data di creazione                                                                |

Accademia storico culturale italiana (2021). Data di creazione